# Dierenriem van de kathedraal van Amiens
De Dierenriem van de kathedraal van Amiens is een verzameling van bas-reliëfs op de grondmuren van het Saint-Firminportaal in de voorgevel van de kathedraal Notre-Dame van Amiens. Het is een serie medaillons in de vorm van een vierblad en stelt een landbouwkalender voor waarin een verband wordt gelegd tussen de tekens van de Dierenriem en het werk op de boerderij in de verschillende maanden. De beeldhouwwerkjes zijn gegroepeerd in paren waarbij het bovenste beeld een teken van de Dierenriem is en de onderste het werk op het land en in de boerderij in het bijbehorende seizoen voorstelt.
Het geheel, merkwaardig goed geconserveerd, stamt al uit het begin van de bouw van de kathedraal, dat wil zeggen de jaren 1220-1230 (tijdens de regering van Louis VIII). Het wordt in de wandeling calendrier picard (Picardische kalender) genoemd. De versiering is geenszins verwonderlijk; de landbouw was in die tijd de belangrijkste bron van bestaan en dus uiterst belangrijk in het denken van de mensen. Interessant is de variatie in kleding die gedragen werd tijdens het werk in de verschillende seizoenen. 

## De linker grondmuur van het Saint-Firminportaal
|  |  |

Linksboven, de zomerwerkzaamheden.
- Het teken  van de Kreeft hoort bij het hooien (juni-juli). Dat hier een krab is afgebeeld komt voort uit het feit dat het woord kreeft afgeleid is van het Griekse Καρκίνος (karkinos) dat ook krab betekent.
- Onder het teken  van de Leeuw speelt zich de oogst af (juli- augustus).
- Het teken van de Maagd correspondeert met het dorsen van het graan (augustus-september).

Rechtsboven, de werkzaamheden in de herfst.
- Onder het teken  van de Weegschaal, vindt de wijnoogst plaats (september-oktober).
- Met het teken  van deSchorpioen correspondeert het persen van de wijn  (oktober-november).
- Onder het teken  van de Boogschutter wordt er gezaaid (november-december).

|  |  |  |

|  |  |  |

## De rechter grondmuur van het Saint-Firminportaal
|  |  |

Linksboven, de winterwerkzaamheden.
- Het teken  van de Steenbok staat voor het inmaken van het vlees (december-januari).
- Onder het teken  van de Waterman (januari-februari) laat men zich aan tafel bedienen... Het in het vierblad voorgesteelde personage is een tweekoppige Janus  (het woord januari komt van het woord Janus). Hij heeft twee gezichten. Het linker is dat van een grijsaard en stelt het afgelopen jaar voor; het rechter oogt jeugdig en symboliseert het nieuwe jaar.
- Onder het teken  van de Vis (februari-maart), warmen de oude mensen zich bij het vuur en wachten het warme seizoen af.

Rechtsboven, de werkzaamheden in de lente.
- Onder het teken  van de Ram, wordt het werk in de buitenlucht weer opgenomen (maart-april), te beginnen in de wijngaard.
- Het teken  van de Stier staat in verband met de valkenjacht (april-mei).
- Met het teken  van de Tweelingen correspondeert het opnieuw ontluiken van het groen (mei-juni). Men heeft tijd om uit te rusten in de schaduw van het gebladerte. Het afgebeelde personage luistert naar het gezang van een vogel en bewondert de natuur.

|  |  |  |

|  |  |  |